# 임종인 (1956년)
임종인(林鍾仁, 1956년 8월 28일 ~ )은 대한민국의 정치인이다. 대한민국 제17대 국회의원을 역임했다.

## 학력
- 1969년 고창국민학교 졸업
- 1972년 고창중학교 졸업
- 1975년 전주고등학교 졸업
- 1979년 고려대학교 법과대학 LL.B.

## 저서
- 《법률사무소 김앤장》 ISBN 978-89-90106-54-4
- 《희망은 국민에게 있다》ISBN 978-89-92969-35-2

## 역대 선거 결과
|  | 9.23% |

|  | 47.90% |

|  | 15.54% |

|  | 15.61% |